# Història dels drets d'autor
La història dels drets d'autor s'inicia amb l'aparició dels drets i els monopolis sobre la impressió de llibres. La “Llei per al foment de l'aprenentatge”, en permetre les còpies de llibres impresos pels autors o dels compradors d'aquests còpies, durant els temps esmentats a la mateixa", estatut de 1709 d'origen britànic de l'època la Reina Anna, fou el primer reglament que va concebre de manera legal els drets d'autor.
En un principi els drets d'autor només s'aplicaven a la còpia de llibres. Amb el temps es van incloure altres usos, com ara traduccions i obres derivades, que van ser subjectes a drets d'autor a més d'abastar actualment una àmplia gamma d'obres, incloent mapes, obres teatrals, pintures, fotografies, enregistraments sonors, pel·lícules i programes d'ordinador. Avui en dia, les lleis nacionals de drets d'autor s'han normalitzat en certa manera a través d'acords internacionals i regionals, com el Conveni de Berna per a la protecció de les obres literàries i artístiques i la Llei de drets d'autor de la Unió Europea. Encara que hi ha consistència entre les lleis de propietat intel·lectual de les nacions, cada jurisdicció té lleis diferents i separades, i diversos reglaments sobre drets d'autor. Algunes jurisdiccions també reconeixen drets morals dels creadors, com ara el dret a ser acreditat per la feina.
El copyright, denominació anglesa actualment molt estesa, són drets exclusius que concedeix l'autor o creador d'una obra original, inclòs el dret a copiar, distribuir i adaptar el seu treball. Els drets d'autor no protegeixen les idees, només la seva expressió o fixació. En la majoria de les jurisdiccions dels drets d'autor sorgeixen de la fixació i no cal estar registrat. Els propietaris de drets d'autor tenen el dret exclusiu legal per exercir el control sobre la còpia i tot tipus d'explotació de les obres durant un període específic de temps, després del qual es diu que el treball passa a entrar en el domini públic. Els usos que estan coberts per les limitacions i excepcions al dret d'autor –com, per exemple, l'ús just–, no requereixen permís del propietari del copyright. Qualsevol altre ús requereix el permís i els propietaris de drets d'autor poden llicenciar o transferir de forma permanent als altres, o cedir-ne els seus drets exclusius.

## Evolució primerenca
Els primers casos en què es recullen lleis sobre el dret de copiar provenen de l'antiga Irlanda. El Cathach de sant Columba és el manuscrit irlandès més antic existent sobre els Salms i l'exemple més antic de literatura irlandesa. Conté una Vulgata dels Salms XXX (10) al CV (13), i és una versió amb una indicació d'interpretació abans de cada salm. Tradicionalment s'atribueix la seva creació a Columba d'Iona, un copista que arribà a sant, i feta aquesta còpia de forma extraordinària en una sola nit a correcuita gràcies a una llum miraculosa, d'un salteri prestat a sant Columba per sant Finnian. Va sorgir una controvèrsia sobre la propietat de la còpia i el rei Diarmait Mac Cerbhaill dictà la següent sentència: "A cada vaca pertany la seva cria, per tant, a cada llibre pertany la seva còpia".
La llei moderna de drets d'autor s'ha vist influïda per una sèrie ancestral de drets legals que han estat reconeguts al llarg de la història, incloent els drets morals de l'autor que crea una obra, els drets econòmics d'un benefactor que paga perquè se li faci una còpia, els drets de propietat del propietari individual d'una còpia, i un dret sobirà de l'autor a censurar i regular la indústria de la impressió. Abans de la invenció dels tipus mòbils a Occident a la meitat del segle xv, els textos eren copiats a mà i el petit nombre de textos que generava aquest procediment de còpia donava lloc a poques ocasions en les que calia protegir els drets. Durant l'Imperi Romà, prosperà un període d'un ric comerç de llibres en el que no hi havia drets d'autor ni regulacions similars, donant-la còpia normalment entre els llibreters professionals. Això era així, ja que els llibres eren, en general, copiats per esclaus que sabien llegir i escriure, que eren cars de comprar i mantenir. Per tant, qualsevol còpia comportava un cost econòmic molt més gran del que comporta avui un editor professional. Els venedors romans de llibres, de vegades, pagaven pels serveis a un autor molt considerat, i d'aquesta manera podien tenir el primer accés a un text per copiar-lo, però no tenien drets exclusius sobre l'obra i els autors, normalment, no rebien cap remuneració pel seu treball.

## Els primers privilegis i monopolis

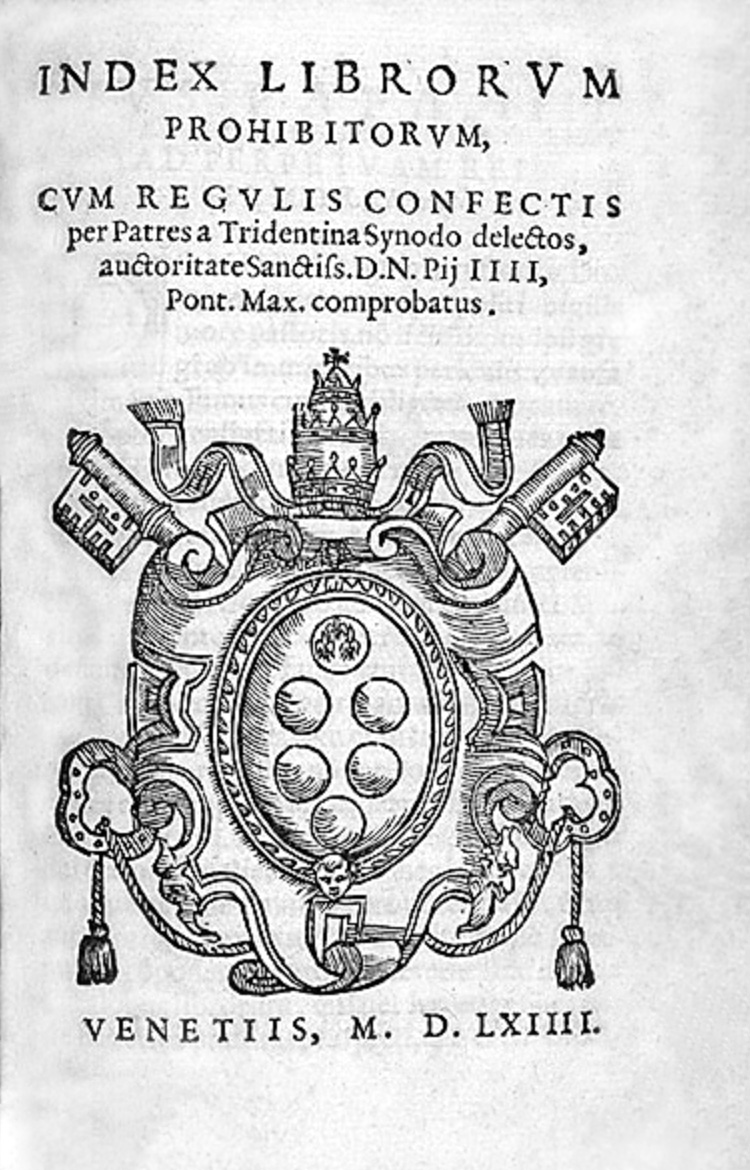
Portada de l'Index Librorum Prohibitorum, o Llista del llibres prohibits, (Venècia 1564).

L'origen de la llei de drets d'autor en la majoria dels països d'Europa es troba en els esforços de l'església i els governs per regular i controlar la producció del material imprès. Abans de la invenció de la impremta, un escrit, un cop creat, només podia ser físicament multiplicat pel procés –laboriós i propens a errors– de la còpia manual, tasca que feien els escribes. Existia un elaborat sistema de censura i s'exercia un control del procés. La impremta va permetre múltiples còpies exactes d'una obra, el que comportà una circulació més ràpida i àmplia d'idees i d'informació. El Papa Alexandre VI va publicar un butlla el 1501 en contra de la llicència d'impressió de llibres i el 1559 es publicà l'Index librorum prohibitorum o catàleg dels llibres prohibits, el primer d'aquest tipus.
La impremta va ser inventada i difosa àmpliament arreu d'Europa durant els segles XV i XVI. Si bé els governs i l'església van encoratjar la impressió de moltes maneres, el que permeté la difusió de la Bíblia i la informació del govern, les obres de la dissidència i la crítica també podien circular ràpidament. Com a conseqüència, els governs van establir controls sobre les impremtes a tot Europa, exigint al comerç i als productors de llibres que adquirissin llicències oficials. Les llicències concedien a les impremtes el dret exclusiu de publicar treballs particulars durant un període determinat d'anys, i els permetia evitar que altres imprimissin obres similars durant aquest període. Les llicències només podien atorgar drets per imprimir en el territori de l'Estat pel qual se'ls havia concedit i prohibien, en general, la importació de publicacions externes.
El 1486, la República de Venècia va concedir el seu primer privilegi per a un llibre en particular. Va ser un cas especial: la història de la ciutat, la Rerum venetarum ab urbe condita opus de Marcus Antonius Coccius Sabellicus. A partir de 1492 en endavant, Venècia va començar a regular la concessió de privilegis per als llibres. La República de Venècia, els ducs de Florència i el papa Lleó X, juntament amb altres papes, reconegué en diferents moments a les impremtes el privilegi exclusiu d'imprimir edicions d'autors clàssics i fer-ho en termes específics, que rarament sobrepassaven els 14 anys.
El primer privilegi de drets d'autor a Anglaterra data del 1518 i va ser atorgat a Richard Pynson, impressor del Rei, i successor de William Caxton. El privilegi li concedia el monopoli per a dos anys, sent concedit 15 anys després del privilegi publicat per primera vegada a França. Els primers privilegis de drets d'autor s'anomenaven monopolis, particularment durant el regnat d'Elisabet I d'Anglaterra, que sovint va fer concessions de monopolis en articles d'ús comú com sal comuna, cuir, carbó, sabó, targetes, cervesa i vi. La pràctica es va continuar fins que el 1623 es promulgà el Statute of Monopolies (Estatut de monopolis), posant fi a la majoria dels monopolis, amb algunes excepcions, com les patents; després de 1623, la concessió de patents als editors es va convertir en un fet habitual.
El primer privilegi alemany del qual hi ha registre fidedigne es va publicar el 1501 per la Consell àulic a una associació titulada Sodalitas Rhenana Celtica, amb la publicació d'una edició dels drames de la Hroswitha de Gandersheim, que Konrad Keltes havia preparat per a la impremta. En 1512, un privilegi imperial es va emetre a l'historiador John Stadius per tot el que havia d'imprimir, el privilegi de primer europeu que es va atorgar per cobrir més d'una sola obra, o de l'empresa per protegir els llibres encara no publicats. En 1794 es va promulgar una llei al Parlament de Prússia que va ser acceptada pels altres estats d'Alemanya (amb excepció de Württemberg i Mecklenburg), en les quals tots els autors alemanys, i els autors estrangers les obres van ser representades pels editors, van participar en les fires del llibre a Frankfurt del Main i Leipzig, i protegits en els estats d'Alemanya contra reimpressions no autoritzades.

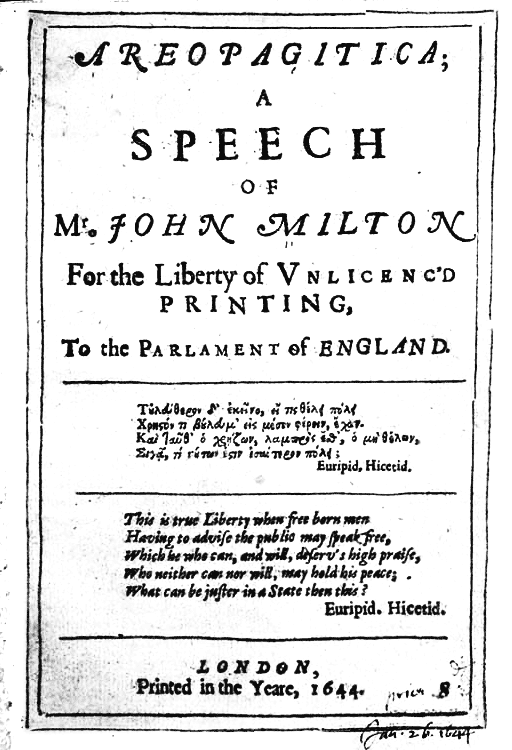
Primera pàgina de l'edició de 1644 del Areopagitica, de John Milton, on argumentava contra la Llei de llicències de 1643.

A mesura que creixia la "amenaça" per als governs de la propagació de les impremtes es va establir un mecanisme de control centralitzat, i el 1557 la Corona britànica intenta aturar el flux dels llibres herètics i sediciosos mitjançant la creació de noliejaments. El dret a la impressió es limitarà als membres d'aquest gremi, i trenta anys més tard, el Star Chamber va ser noliejat per reduir les "grans atrocitats i abusos" de "agitadors descontents i persones deslleials que professar l'art o el misteri de la impremta o la venda de llibres "." El dret a la impressió es limita a dues universitats i als 21 impressors existents a la ciutat de Londres, que tenien 53 Impremtes. La corona de França també va reprimir les impremtes, i l'impressor Etienne Dolet va ser cremat a la foguera el 1546. Com els britànics van prendre el control de la fundació dels tipus mòbils d'impremta, el 1637 va fugir als Països Baixos. La confrontació dels impressors amb l'autoritat va ser feta radical i rebel, amb 800 autors, impressors i llibreters empresonats a la Bastilla abans que es prengués per assalt el 1789. La idea que l'expressió de desacords o opinions subversives havia de ser tolerada, no censurada o castigada per la llei, va ser desenvolupada juntament amb l'augment de la impremta i premsa. l'Areopagita, publicat el 1644 sota el títol complet Areopagita: Un discurs del Sr John Milton per la llibertat d'impressió sense llicència al Parlament d'Anglaterra, va ser la resposta de John Milton del Parlament britànic davant la reintroducció del Govern de la concessió de llicències d'impremta, per tant, a editors. Per Milton article els eixos dels futurs debats al voltant de Llibertat d'expressió. En definir l'abast de la llibertat d'expressió i de "perjudicial" El discurs de Milton argumenta en contra del principi de la pre-censura ia favor de la tolerància per a una àmplia gamma de punts de vista.

### Regne Unit
Article principal: Estatut de la Reina Ana

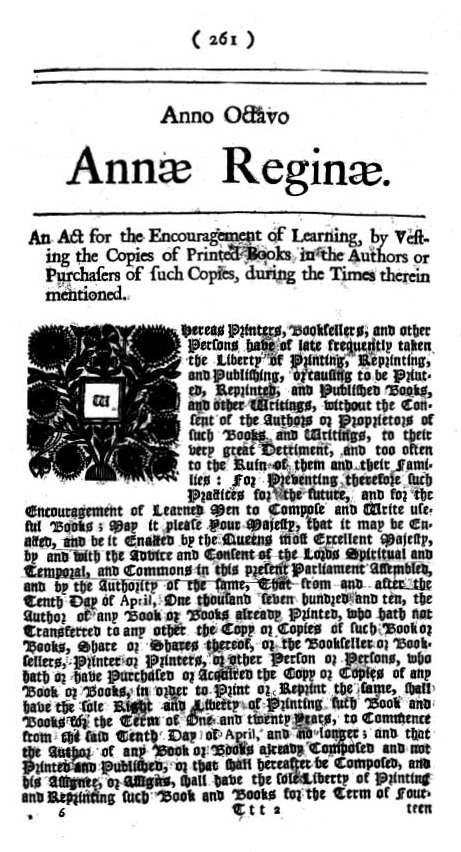
L'Estatut d'Anna va entrar en vigor el 1710

A Anglaterra, les impremtes, conegudes com a papereries, van formar una organització col·lectiva, coneguda com a Companyia de Llibreters. Al segle xvi a la Companyia de llibreters se li va donar la facultat d'exigir la inscripció de tots els llibres legalment impresos en els seus registres, podent només els membres de la Companyia de llibreters introduir llibres en el registre. Això va significar que l'empresa de llibreters aconsegueixo una posició dominant sobre la publicació a Anglaterra al segle 17 (sense sistema equivalent format a Escòcia i Irlanda). Però el monopoli va acabar en 1694, quan el Parlament anglès no va renovar el poder de la Companyia de Papereries.
El 1707 els parlaments d'Anglaterra i Escòcia es van unir a conseqüència de la Unió angloescocesa. El nou Parlament va ser capaç de canviar les lleis en ambdós països i una peça important a principis de la nova legislació va ser la Llei de drets d'autor de 1709, també coneguda com a Estatut de la Reina Ana. La llei va entrar en vigor el 1710 i va ser la primera llei de drets d'autor del país. El seu títol complet era "Llei per al Foment de l'Aprenentatge, en atorgar la propietat dels llibres impresos en els autors o de les còpies als compradors d'aquestes, durant els temps esmentats en la mateixa llei".
L'entrada en vigor de l'Estatut d'Anna a abril 1710 va marcar un moment històric en el desenvolupament del dret d'autor. Com el primer estatut del món dels drets d'autor, va concedir als editors d'un llibre la protecció legal de 14 anys amb el començament de la llei. També es va concedir 21 anys de protecció per a qualsevol llibre ja imprès. L'Estatut d'Anna tenia una gran enfocament social, més ampli i amb més competències que el monopoli concedit a Companyia de Llibreters. L'estatut s'ha referit a la lectura pública, la producció, la utilitat de la literatura, i la promoció i difusió de l'educació. L'eix central de l'estatut és un bé social quid pro quo, per encoratjar a "els homes a aprendre a compondre i escriure llibres útils", la llei garanteix el dret finit per imprimir i reimprimir les obres. Es va establir un pacte pragmàtic entre autors, llibreters i el públic. L'Estatut d'Anna va acabar amb l'antic sistema pel qual només la literatura que complia amb la censura i les normes administres dels llibreters podia aparèixer impresa. La llei a més crea un domini públic per a la literatura, ja que abans tot el material pertanyia als llibreters de forma permanent.
D'acord amb Patterson i Lindberg, l'Estatut d'Anna:

"... Els drets d'autor transformen la impremta-que havia estat utilitzada com un sistema de monopoli i un instrument de censura - dins d'un concepte regulació del comerç per promoure l'aprenentatge i per reduir el monopoli dels editors ... Les característiques de l'Estatut d'Anna que justifiquen el qualificatiu de regulació de comerç, inclouen la durada limitada dels drets d'autor, la disponibilitat de drets d'autor per a qualsevol, i les disposicions de control de preus. Els drets d'autor, en lloc de ser perpetu, es limita ara a una durada de catorze anys, amb una renovació de termini que està disponible per a l'autor (i només si l'autor estava vivint al final del primer període).

Quan la llei termini de copyright prevista per l'Estatut d'Anna va començar a expirar el 1731 els llibreters de Londres van intentar defensar la seva posició dominant mitjançant la recerca de mesures cautelars de la Cort de la Cancelleria per a obres d'autors que caiguessin fora de la protecció de l'estatut. Al mateix temps, els llibreters de Londres van pressionar al Parlament per prorrogar el termini de vigència del dret d'autor, que preveia l'Estatut d'Anna. Finalment, en un cas conegut com a "Midwinter v. Hamilton (1743-1748)", els llibreters de Londres van aconseguir el retorn a la llei comuna dels drets d'autor i van iniciar un període de 30 anys conegut com la "" batalla dels llibreters "".

La batalla dels llibreters va veure llibreters londinencs bloqueig lluitant pel control del recent mercat del llibre escocès, i pel dret de fer ús d'obres alienes a la protecció de l'Estatut d'Anna Els llibreters escocesos van argumentar que la llei comuna dels drets d'autor no existia en l'obra d'un autor. Els llibreters de Londres sostenien que l'Estatut d'Anna només complementava i recolzava els drets d'autor de la llei comuna dels drets d'autor preexistent. La disputa es va sostenir en una sèrie de casos notables, incloent Millar v. Kincaid (1749-1751) i Tonson v. Collins (1761-1762)).

### Llei comuna dels drets d'autor
Entre els llibreters de Londres i altres partidaris dels drets d'autor perpetus es va obrir un debat encès sobre si les idees impreses poden ser de propietat; van argumentar que si aquesta "beca" deixés d'existir, els autors no tindria cap incentiu per seguir creant obres de valor durador si no podien heretar els drets de propietat als seus descendents. Els qui s'oposaven als drets d'autor perpetu argumentaven que aquest conduïa a un monopoli, que s'inflava el preu dels llibres, fent-los menys accessibles i, per tant, retardava la propagació de la Il·lustració. Els llibreters londinencs van ser atacats per utilitzar els drets dels autors per ocultar la seva cobdícia i pel seu interès en el control del comerç de llibres.
Quan el judici de Donaldson v Beckett va arribar a la Casa dels Lords en 1774, Lord Camden va ser el més estrident en el seu rebuig dels drets d'autor de llei comuna advertint als senyors que en cas que votar a favor dels drets d'autor del llei comuna dels drets d'autor, ja que era en realitat un dret d'autor perpetu, "tot el nostre aprenentatge aquesta tancat entre les mans dels Tonsons i els Lintots de la nostra època". D'altra banda, va advertir que els llibreters posarien el preu que volguessin als llibres "fins que el públic es converteixi en més que en els seus esclaus,, en els seus propis compiladors Hackney". Va declarar que "el coneixement i la ciència no són coses que hagin de a tancar-se en aquest teranyina".
En la seva resolució, la Cambra dels Lords va establir que els drets d'autor eren una "criatura de l'estatut", i que els drets i responsabilitats en els drets d'autor serien determinats per la legislació. No obstant això, hi ha encara el desacord sobre si la Cambra dels Lords va confirmar l'existència de la llei comuna dels drets d'autor abans que fos reemplaçada per l'Estatut d'Anna Els Lords havia estat tradicionalment hostils al monopoli dels llibreters i eren conscients de com la doctrina de la Llei comuna del copyright promoguda pels llibreters, s'utilitzava per donar suport als seus arguments per a un dret d'autor perpetu. Els Lords clarament van votar en contra dels drets d'autor i, mitjançant la confirmació del Termini dels drets d'autor que durada en el temps dels drets d'autor el qual expirava tal com indicava l'estatut, van confirmar els Lords en el domini públic. El dictamen sobre cas de Donaldson v Beckett, va confirmar que un gran nombre d'obres i els primers llibres publicats a Gran Bretanya entraven en el domini públic, ja fos perquè el termini dels drets d'autor concedit per la llei hagués expirat, o perquè es publiqués per primera vegada abans que l'Estatut de la Reina Anna es promulgués el 1709. Això va obrir el mercat, a reimpressions més barates d'obres de Shakespeare, John Milton i Geoffrey Chaucer, obres que ara es consideren clàssics. L'expansió del domini públic en els llibres va trencar el domini dels llibreters de Londres i va permetre la competència, els que porto a què es triplica el nombre de llibreters i editors a Londres, de 111-308 entre 1772 i 1802.
Finalment es va establir un acord pel qual els autors tenien un dret d'autor preexistent sobre el seu treball (llei comuna dels drets d'autor), però limitat aquest dret natural per l'Estatut d'Anna, per tal d'aconseguir un equilibri més adequat entre els interessos de l'autor i el millor i més ampli interès social més ampli. Segons Patterson i Livingston subsisteix la confusió sobre la naturalesa del dret d'autor des de llavors. Els drets d'autor han arribat a ser vistos tant com un dret natural de l'autor, com la concessió legal d'un limitat monopoli. Una teoria sosté que l'origen del dret d'autor es produeix en la creació d'una obra, mentre que l'altra que el seu origen només existeix a través de la llei de drets d'autor.

### França
A la França prerevolucionària tots els llibres havien de ser aprovats pels censors oficials; els autors i editors necessitaven obtenir un privilegi real abans que un llibre pogués ser publicat. Els privilegis reials eren exclusius i normalment es concedien per sis anys, amb possibilitat de renovació. Amb el temps es va establir que el propietari d'un privilegi reial tenia el dret exclusiu d'obtenir la renovació de forma indefinida. El 1761, el Consell Reial va concedir un privilegi real als hereus d'un autor en comptes de l'impressor de l'autor, el que va desencadenar un debat nacional sobre la naturalesa de la propietat literària similar al que tindria lloc a Gran Bretanya durant la "batalla dels llibreters".
En 1777, una sèrie de reials decrets reformar els privilegis reals. Es fixa la durada mínima dels privilegis en 10 anys o la vida de l'autor, la qual cada vegada era més llarga. Si l'autor obtenia un privilegi i no ho cedia o venia, podia publicar i vendre còpies del llibre el mateix, i el privilegi passava als seus hereus, els quals gaudien d'un dret exclusiu a perpetuïtat. Si el privilegi es venia a un editor, el dret exclusiu només duraria el temps especificat. Els reials decrets prohibir la renovació de privilegis i una vegada que havia expirat el privilegi qualsevol podria obtenir un "simple permís" per imprimir o vendre còpies de l'obra. D'aquí va néixer el domini públic en els llibres el privilegi ha caducat, sent reconegut expressament.
Després de la Revolució Francesa va haver una disputa amb la Comédie-Française que gaudia del dret exclusiu d'execució pública de totes les obres dramàtiques i el 1791 l'Assemblea Nacional va abolir aquest privilegi. A qualsevol persona se li va permetre establir un teatre públic i Assemblea Nacional va declarar que les obres de qualsevol autor que morís cinc anys abans de 1791 eren de propietat pública. En el mateix grau l'Assemblea Nacional va concedir als autors el dret exclusiu d'autoritzar l'execució pública de les seves obres durant la seva vida, i va estendre aquest dret als hereus dels autors cessionaris durant cinc anys després de la mort de l'autor. L'Assemblea Nacional va considerar que una obra publicada era per la seva naturalesa una propietat pública, i que els drets d'autor es reconeixien com una excepció a aquest principi, per compensar un autor pel seu treball.
El 1793, una nova llei va ser aprovada que donava als autors, compositors i artistes el dret exclusiu de vendre i distribuir les seves obres, i el dret s'estenia als seus descendents durant 10 anys després de la mort de l'autor. L'Assemblea Nacional, amb aquesta llei, posà fermament un peu en el dret natural, anomenant a la llei Declaració dels drets del geni, que evocava la famosa Declaració dels drets de l'home i del ciutadà. No obstant això, els drets d'autor estaven subjectes a la condició de la realització de còpies del dipòsit de l'obra amb la Biblioteca Nacional i els crítics del segle considerar la llei de 1793 com utilitarista i "una donació de caritat de la societat".

### EUA

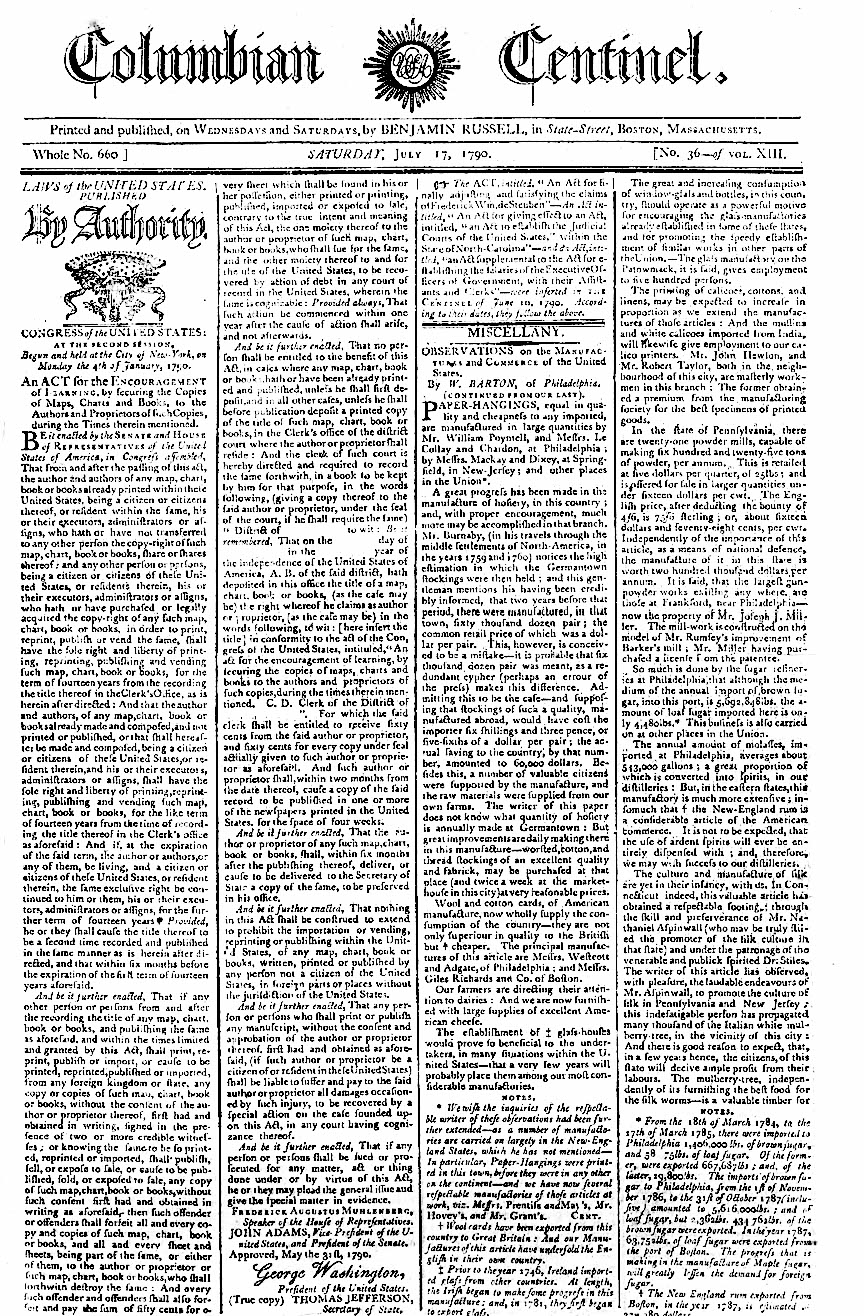
The Copyright Act of 1790 in the Columbian Centinel

Expansion of U.S. copyright law

L'Estatut de la reina Anna no s'aplicava a les colònies americanes. L'economia de les colònies va ser en gran manera una Economia agrícola, per tant, el dret d'autor no era una prioritat, el que en només tres actes privats s'apliquen els drets d'autor fins a 1783. Dos dels fets es limiten a set anys, l'altre es va limitar a un període de cinc anys. El 1783 peticions de diversos autors persuadir al Congrés Continental "que res és més propi d'un home que el fruit del seu estudi, i que la protecció i la seguretat de la propietat literària en gran manera tendeix a fomentar el geni ia promoure descobriments útils. "No obstant això, en el marc dels articles de la Confederació, el Congrés Continental no tenia autoritat per concedir els drets d'autor, sinó que va aprovar una resolució que animava als Estats a" garantir als autors o editors de tots els llibres nous que fins ara no s'imprimeixen ... el dret de còpia d'aquests llibres per un temps no determinat menor de catorze anys a partir de la primera publicació, i per assegurar a aquests autors, si sobreviu al termini esmentat en primer lloc,. .. el dret de còpia d'aquests llibres per a un altre període no inferior de catorze anys. Tres estats ja havien han promulgat lleis de drets d'autor, en 1783, abans de la resolució del Congrés Continental resolució, i en els tres anys següents tots els estats restants, excepte Delaware aprovar una llei de drets d'autor. Set dels Estats van seguir l'Estatut de la reina Anna i la resolució del Congrés Continental, oferint dos termes de catorze anys. Els cinc Estats restants drets de copyright, per un període únic de catorze, vint i vint anys, sense dret a renovació.
En la Convenció Constituent de 1787, tant James Madison de Virgínia i Charles Cotesworth Pinckney de Carolina del Sud van proposar que es permetés al Congrés el poder de concedir drets d'autor de temps limitat. Aquestes propostes van ser l'origen de la Copyright Clause a la Constitució dels Estats Units, que permet la concessió de drets d'autor i patents per un temps limitat per servir a una funció utilitarista, és a dir, "promoure el progrés de la ciència i les arts útils ". La primera regulació legal de la propietat intel·lectual, va ser la Llei de drets d'autor de 1790, que concedia drets d'autor, per un període de "catorze anys des del moment de la gravació del seu títol", amb un dret de renovació per altres catorze anys si l'autor va sobreviure fins al final del primer terme. La regulació no incloïa només els llibres, sinó també mapes i gràfics. A excepció de la disposició dels mapes i gràfics de la Llei de drets d'autor de 1790 és una còpia de l'Estatut de la reina Anna.
Des d'aquest moment, les obres només rebien la protecció federal dels drets d'autor si complien els formulismes de la llei acabada d'aprovar Si aquest no era el cas, el treball immediatament entrava en el domini públic. El 1834 el Tribunal Suprem de Justícia es va pronunciar a favor de Wheaton v. Peters, un cas similar als britànics Donaldson v Beckett de 1774, que, encara que l'autor d'un treball inèdit tenia un dret natural per al control de la primera publicació d'aquesta obra, l'autor no tenia el dret natural per controlar la reproducció de la primera publicació de l'obra.

## Internacionalització

Llista de països signants del Conveni de Berna

El Conveni de Berna es va establir per primera vegada el 1886, i posteriorment va ser renegociat el 1896 (París), 1.908 (Berlín), 1928 (Roma), 1948 (Brussel), 1967 (Estocolm) i 1971 (París). La convenció es refereix a les obres literàries i artístiques, que inclou pel·lícules, i la convenció exigeix als seus Estats membres el proporcionar protecció a totes les produccions en el camp literari, científic i artístic. El Conveni de Berna té una sèrie de característiques bàsiques, inclòs el principi de "tracte nacional", que sosté que cada estat membre de la Convenció donarà als ciutadans d'altres Estats membres els mateixos drets d'autor que els va donar als seus propis ciutadans (article 3.5).
Un altre element central és l'establiment de normes mínimes de la legislació de drets d'autor en el que cada Estat membre es compromet a certes regles bàsiques que les lleis nacionals han de contenir. Encara que els Estats membres poden, si volen augmentar la quantitat de la protecció atorgada als propietaris de drets d'autor. Una de les regles mínimes més important, va ser que el Durada dels drets d'autor havia de ser d'un mínim de la vida de l'autor més 50 anys. Una altra regla important de mínims que estableix el Conveni de Berna és que els drets d'autor sorgeixen amb la creació d'una obra i no depenen de cap formalitat com és la inscripció en registre públic (article 5.2). En aquest moment alguns països exigien el registre de drets d'autor, i quan el Regne Unit aplica la Convenció de Berna en la Llei de drets d'autor de 1911 va haver de suprimir el seu sistema de registre en el Stationers 'Hall (Hall de llibreters).
El Conveni de Berna se centra en els autors com la figura clau en el dret d'autor i el propòsit declarat de la convenció és "la protecció dels drets dels autors sobre les seves obres literàries i artístiques" (article 1), en lloc de la protecció dels editors i altres agents en el procés de difusió d'obres al públic. En la revisió de 1928, el concepte de drets morals es va presentar al (Article 10bis), donant als autors el dret a ser identificats com a tals i per oposar-se a un tracte despectiu de les seves obres. Aquests drets, a diferència dels drets econòmics, com ara prevenir la reproducció, no poden ser transferits a altres persones.
El Conveni de Berna també consagra limitacions i excepcions al dret d'autor, permetent la reproducció d'obres literàries i artístiques, sense el permís previ dels propietaris dels drets d'autor. El desenvolupament d'aquestes excepcions es va deixar a la legislació nacional de dret d'autor, però el principi rector s'indica en l'article 9 de la convenció. L'anomenada Triple prova sosté que una excepció només es permet "en determinats casos especials, sempre que aquesta reproducció no atempti a l'explotació normal de l'obra i no perjudiquin injustificadament els interessos legítims de l'autor". L'ús gratuït dels treballs amb drets d'autor està expressament permès en el cas de cites d'obres lícitament publicades, la il·lustració amb finalitats educatives, i l'elaboració d'informes de premsa (article 10).

## Els drets d'autor en els països comunistes
Històricament, moltes societats es regeixen pel socialisme, on els governs han considerat que els drets d'autor són com un mecanisme d'assistència social o suport als artistes, en lloc de (o més d') un dret legal. Aquestes idees probablement van trobar la seva expressió més forta en una legislació aprovada en l'època comunista a Escandinàvia
A l'Europa de l'Est comunista es tendien a emprar segons els principis socialistes per recompensar els seus artistes i autors, però en la realitat, els seus sistemes de drets d'autor estaven profundament entrellaçats amb la censura i el control de la cultura dels estats comunistes. Els treballadors culturals en la Unió Soviètica si podien emprar "Blat" en el seu propi benefici i convèncer part dels funcionaris comunistes per afavorir la seva feina.
La Unió Soviètica va tenir una sèrie d'interaccions amb el sistema de drets d'autor internacional.
- Demandes fallides interposades per advocats del món Bloc occidental en un intent de fer que l'Estat soviètic reconeixeria els drets d'autor estrangers o pagués regalies als autors estrangers (l'URSS va fer a vegades pagar als autors estrangers per la utilització de les seves obres, però depenent de a què Ideologia pertanyi.

- Adhesió a la Convenció universal sobre drets d'autor, amb la intenció de permetre a l'Estat soviètic apropiar dels drets d'autor internacionals de les obres d'autors dissidents soviètics i, per tant, controlar la distribució de les obres fora del bloc comunista d'Europa de l'est.

## Els drets d'autor i la tecnologia
- La tecnologia digital introdueix un nou nivell de controvèrsia en la política de drets d'autor.
- La inclusió de programari com a qüestió de drets d'autor va ser objecte de la recomanació de Comissió relativa a nous usos tecnològics de les obres amb drets d'autor (Cuyàs sigles en anglès són: continguen,COmmission on 'New T'echnologicalUses of copyrighted Works) i més tard amb la Directiva europea sobre programes d'ordinador.
- La incorporació dels acords TRIP (Trade-Related Aspects of Intellectual Property Rights), en català Acord sobre els Aspectes dels Drets de Propietat Intel·lectual relacionats amb el Comerç (Acord ADPIC).
- La controvèrsia sobre els drets d'autor de les bases de dades (Feist Publications v. Rural Telephone Service i casos contradictoris), amb enllaços amb el debat sui generis sobre els drets de base de dades.
- La promulgació del tractats de Copyright de la OMPI (Organització Mundial de la Propietat Intel·lectual, en espanyol), començant les nacions a aprovar lleis contra l'elusió.

Els comentaristes com Barlow (1994) han argumentat que els drets d'autor digitals són fonamentalment diferents i seguiran sent persistentment difícils d'aplicar, mentre que altres com Stallman (1996), han argumentat que Internet soscava profundament els fonaments econòmics dels drets d'autor en primer lloc. Aquestes perspectives poden conduir a la consideració de sistema alternatius de compensació en lloc de drets exclusius com el cànon digital que ja s'aplica en alguns països de la Unió Europea.

## Expansió del seu abast i funcionament
- Passar de la llei comuna i ad-hoc de les subvencions del monopoli dels estatuts de drets d'autor.
- Ampliacions en el tema (en gran part a causa de la tecnologia).
- Ampliacions de durada.
- Creació de nous drets exclusius (com artistes intèrprets o executants i altres drets connexos).
- Creació de societats de gestió col·lectiva.
- Penalització de la infracció de copyright.
- Creació de lleis contra l'elusió.
- Aplicació de doctrines de tribunals sobre responsabilitat secundària doctrines les xarxes d'intercanvi d'arxius P2P